# James McQuilkin
James McQuilkin (* 9. Januar 1989 in Tipton) ist ein nordirischer Fußballspieler.

## Vereinskarriere
McQuilkin spielte ab seinem dreizehnten Lebensalter in der Juniorenabteilung des englischen Klubs West Bromwich Albion. In der Saison 2006/07 kam der nur 172 cm große Mittelfeldspieler auch zu Einsätzen im Reserveteam der Mannschaft aus West Bromwich. Aufgrund seiner geringen Körpergröße sahen die Verantwortlichen von Albion wenig Chancen, dass sich McQuilkin im Profikader durchsetzen könnte und legten ihm Nahe sich einen neuen Verein zu suchen.
McQuilkin wechselte im August 2007 deshalb zum tschechischen Erstligisten FC Tescoma Zlín, der Kontakt war durch Jugendtrainer Jiří Chytrý zustande gekommen. Zunächst sollte der Nordire auch in Zlín in der U-19 spielen, schaffte es aber dann doch in den Kader der in der 3. Liga spielenden B-Mannschaft. Dort bestritt er im Herbst 2007 neun Spiele und überzeugte vor allem durch seine Qualitäten als Vorbereiter.
Die guten Leistungen entgingen auch nicht dem Trainer der Profimannschaft Pavel Hoftych, der McQuilkin im Januar 2008 in den Profikader aufnahm. In der Gambrinus Liga debütierte James McQuilkin am 8. März 2008 im Heimspiel gegen Viktoria Pilsen. In der Folge spielte er meist wieder für das B-Team, in der Gambrinus Liga kam er 2008/09 zu zwei Einsätzen. Im August 2009 wechselte McQuilkin zum englischen Klub Hereford United.